# Lincoln County, Wisconsin
Lincoln County är ett administrativt område i delstaten Wisconsin, USA. År 2010 hade countyt 28 743 invånare. Den administrativa huvudorten (county seat) är Merrill.

## Geografi
Enligt United States Census Bureau har countyt en total area på 2 349 km². 2 287 km² av den arean är land och 62 km² är vatten.

### Angränsande countyn
- Oneida County, Wisconsin - nord
- Langlade County, Wisconsin - öst
- Marathon County, Wisconsin - syd
- Taylor County, Wisconsin - väst
- Price County, Wisconsin - nordväst